# 马寨乡
马寨乡，是中华人民共和国安徽省阜阳市颍州区下辖的一个乡镇级行政单位。

## 行政区划
马寨乡下辖以下地区：
马寨社区、朱大庄村、宋寨村、申郢村、皮楼村、姚楼村、庙东村、姚老家村、张小庄村和欧庙村。